# Воронежский завод электровакуумных приборов
Воронежский завод электровакуумных приборов — ныне несуществующее предприятие по производству электровакуумных приборов, располагавшееся в городе Воронеж на Ленинском проспекте.
Воронежский завод электровакуумных приборов Министерства электронной промышленности СССР введен в эксплуатацию в январе 1968 г. на основании приказа Министерства от 8 декабря 1967 г. Первые кинескопы вышли с завода в июне 1969г., а с 1972 года начался серийный выпуск баллонов для черно-белых кинескопов с диагональю экрана 61 см и с углом отклонения лучей 110 градусов.
Первый цветной кинескоп на испытательном стенде Воронежского завода электровакуумных приборов засветился в марте 1973 г. С этого времени началась напряженная работа коллектива рабочих и инженеров завода по совершенствованию конструкции и технологии производства кинескопов и увеличению их выпуска.
В декабре 1991 г. завод реорганизован в Государственное предприятие «ВЭЛТ» Государственного комитета РФ по оборонной промышленности.
В ноябре 1993 г. ГП «ВЭЛТ» реорганизовано в Акционерное общество открытого типа (АООТ) «ВЭЛТ».
В феврале 1998 г. АООТ «ВЭЛТ» реорганизовано в Открытое акционерное общество (ОАО) «ВЭЛТ». 
Находясь в предбанкротном состоянии  завод был выкуплен концерном Philips с последующей оплатой долгов, однако спустя небольшое время в марте 1999 года 89% акций завода были переданы администрации Воронежской области в связи с нерентабельностью производства. Также на базе завода создается дочерняя компания "ВЭЛТ-Кинескоп"
В 2000 году ВЭЛТ приступает к производству кинескопов диагональю 54 см.
На начало 2000х годов оставался единственным в России производителем  кинескопов.
С 2001 года на части площадки завода  располагается воронежский филиал компании РАСКО ("Российско-американская стекольная компания"), из поселка Анопино. Владимирской области.
В январе 2002 г. ОАО «ВЭЛТ» переименовано в ОАО «Воронежская электронно-лучевая трубка».

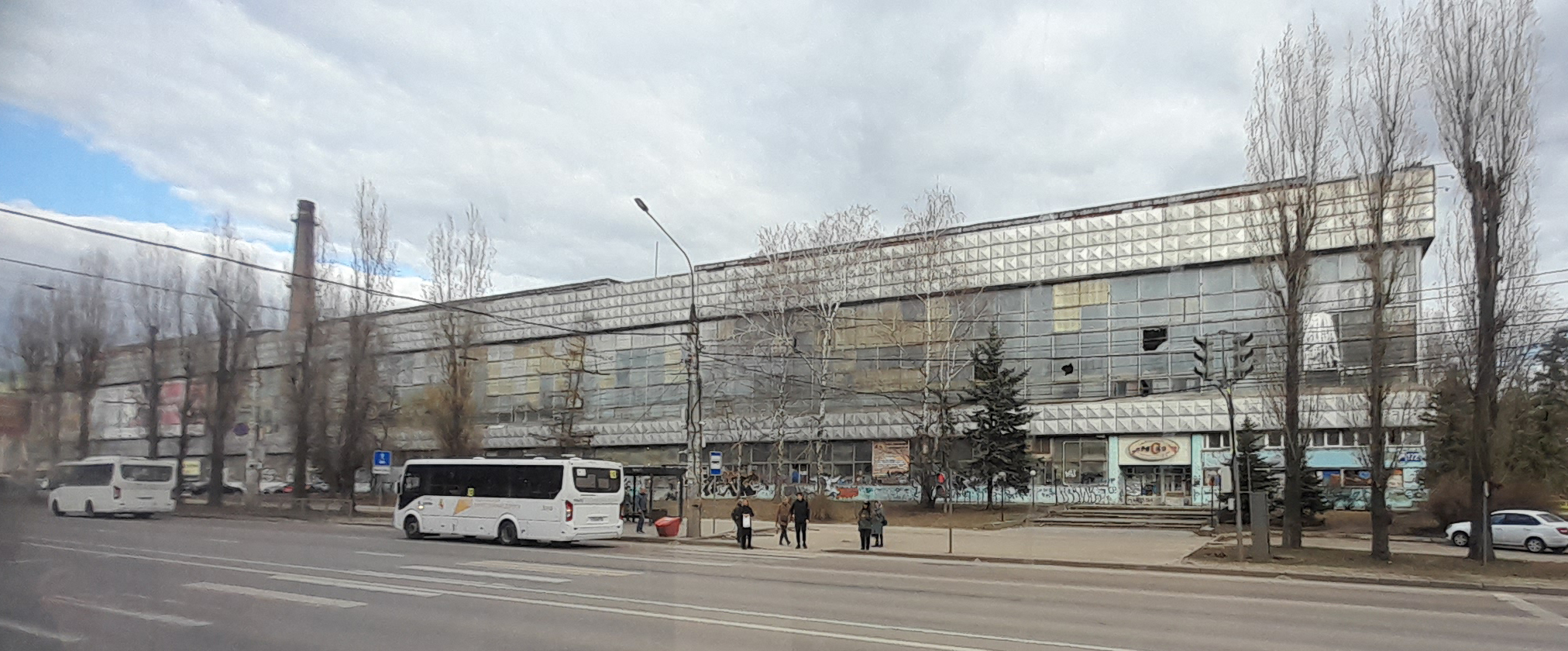
Здание бывшего завода РАСКО, ранее цех ВЗЭВП

Остальные корпуса ВЗЭВП постепенно распродаются в последующие годы в процессе банкротства ВЭЛТ, ведущегося с 2004 года.
Производственная мощность Воронежского подразделения «РАСКО» на 20% превышала аналогичный показатель головного Анопинского завода. Стекольный комплекс в Воронеже полностью укомплектовали чешским, а затем немецким оборудованием – с конвейеров сходило 460 млн бутылок в год, обеспечивая потребности для пивоваренных заводов южной части России. Предприятие также занималось приемом и переработкой б/у стекла.
В 2010 году в одном из бывших зданий ВЭЛТ после реконструкции открылся торговый центр "Максимир"
В 2018 году РАСКО-Воронеж входит в кризисную стадию в связи с накоплением многомиллионных долгов за оплату газоснабжения и заработной платы сотрудникам численностью около 500 человек. По версии следствия, договора на поставку газа не оплачивались умышленно.
4 мая 2018 года на заводе после нескольких предупреждений без уведомления прерывается подача газа, в результате чего дорогостоящее оборудование - печи по выплавке стекла -  выходит из строя. Впоследствии в 2020 году ведется вывоз оборудования, происходит сокращение рабочих. Официально РАСКО-Воронеж признано банкротом в апреле 2022 года
В 2023 году происходит аукцион по продаже оставшегося имущества стеклотарного завода - здания, оборудования, техники и объектов инфраструктуры. В июне 2023 года территория РАСКО продана за 370 миллионов рублей строительной компании "Выбор", ранее занимавшейся сносом зданий и застройкой территорий заводов ВРТТЗ, "Автозапчасть" и Хлебозавода №1
25 января 2025 года в заброшенном здании завода РАСКО произошел пожар.
В настоящее время несколько зданий ВЗЭВП перестроены в торговые центры. Административный корпус, построенный по проекту, аналогичному московскому заводу «Хроматрон» реконструирован в офисный центр.

## Продукция
- Кинескопы
- Товары народного потребления (новогодние световые гирлянды, стеклянные изделия)
- Стеклянная тара [15]